# Кулішер Михайло Гнатович
Михайло Гнатович Кулішер (1847, Софіївка, Луцький повіт Волинської губернії — 1919, Петроград) — російський публіцист, етнограф, дослідник історії первісного права.

## Біографія
Народився в єврейській родині. Навчався в рабинському училищі (Житомир), гімназії (Кам'янець-Подільський), на юридичному факультеті Київського, Одеського та Петербурзького університетів (закінчив останній); за професією адвокат.
Наприкінці 1860-тих років почав журналістську діяльність в одеській газеті «День» і «Санкт-Петербурзьких відомостях», редагував В. Ф. Корша. Пізніше публікувався в «Новому часі», «Русській правді», «Новинах», «Сході» й «Новому сході». У 1879 році разом з іншими заснував в Петербурзі журнал російських євреїв «Світанок», деякий час фактично був його редактором.
У 1880 році редагував одеську газету «Правда». У 1880—1886 рр. видавав у Києві одну з кращих на той час провінційних газет — «Зорю».
У 1908 році на установчих зборах Єврейського історико-етнографічного товариства був обраний заступником голови цієї організації.

### Сім'я
Дядько — Кулішер, Рувим Мойсейович (1828—1896), російський медик, доктор медицини і публіцист.
Сини:
- Йосип (1878—1933 / 1934), економіст, доктор економіки, професор Петроградського університету.
- Євген (1881—1956), юрист і соціолог.
- Олександр (1890—1942), юрист і соціолог.

## Публіцистична діяльність
З 1876 року друкував наукові статті в «Слові», «Російській думці», «Віснику Європи», Єврейської бібліотеці, «Zeitschrift für Ethnographie», «Archiv für Anthropologie», «Zeitschrift für Sprachwissenschaft u. Völkerpsychologie», «Kosmos» і «Globus». Велика частина їх присвячена історії родини, політичного ладу і власності. На них звернув увагу Тейлор та інші дослідники історії культури. Наукові статті також видані окремою книгою — «Нариси порівняльної етнографії та культури».

### Вибрані публікації
- Кулішер М. Г. Механічні основи пересування мас // Вісник Європи. 1887. № 8, С. 597—635.